# Woda gregoriańska
Woda gregoriańska – w Kościele katolickim jeden z czterech rodzajów wody święconej. Początkowo składała się z wody zmieszanej z winem, a od VIII w. także z solą i popiołem. Jej przygotowywanie zastrzeżone jest dla biskupa. Nazwa „woda gregoriańska” pochodzi od papieża Grzegorza I, który nakazał jej stosowanie podczas konsekracji kościoła.